# Медаль Тимошенка
Медаль Тимошенка (англ. Timoshenko Medal) — наукова нагорода Американського товариства інженерів-механіків (ASME) за видатні досягнення в області прикладної механіки. Нагороду було засновано в 1957році на честь  Степана Прокоповича Тимошенка (1878-1972), вченого із світовим ім'ям у галузі механіки, основоположника теорії міцності матеріалів, теорії пружності та коливань, одного із організаторів і перших академіків Української академії наук (УАН). Нагорода вручається кожного року і становить $1750 (а також відшкодовується витрати на проїзд на церемонію вручення, не більше $1750). С.П.Тимошенко став першим її лауреатом.
Нагородна комісія формується з п'яти лауреатів медалі Тимошенка минулих років, п'яти членів правління ASME, п'яти дійсних представників секції прикладної механіки (AMD) і п'яти представників AMD минулих років. Лауреат проводить оглядову лекцію під час урочистої вечері на зимовому засіданні ASME.
Серед лауреатів цієї медалі є наступні вчені Теодор фон Карман (1958), Джеймс Лайтгілл (1973), Іоанніс Аргіріс (1981), Даніель Друкер (1983) та ін. У 2011 році цієї нагороди удостоєно Алана Нідлмана (Alan Needleman) професора механіки твердих тіл і конструкцій з Університету Брауна у м.Провіденсі штату Род-Айленд за плідний внесок у розуміння непружного деформування і руйнування матеріалів.
Першим нагороду одержав С. Тимошенко – “За безцінний внесок і особистий приклад як лідера нової ери у прикладній механіці”.